# Ufficio municipale dei trasporti di Osaka
L'Ufficio municipale dei trasporti di Osaka (大阪市交通局?, Ōsaka-shi Kōtsū-kyoku, in inglese: Osaka Municipal Transportation Bureau) era l'azienda pubblica che gestiva i trasporti nell'area metropolitana di Osaka, in Giappone. L'azienda, di proprietà della municipalità cittadina, gestiva in particolare le varie linee di metropolitana, di people mover e di autobus comunali.

## Tipologie di trasporto

### Attuali

#### Metropolitana di Osaka
La metropolitana di Osaka serve la città dal 1933. Vi sono alcune linee i cui convogli proseguono su binari di ferrovie private.
- Linea Midōsuji, prosegue a nord sui binari della ferrovia Kita-Ōsaka Kyūkō, di proprietà della società privata Hankyu Hanshin Holdings. I due segmenti non hanno un sistema tariffario integrato. Si percorrono con un unico biglietto il cui prezzo è la sommatoria dei 2 prezzi con uno sconto limitato.
- Linea Tanimachi
- Linea Yotsubashi
- Linea Chūō, prosegue ad est sui binari della linea Keihanna, di proprietà della società privata che gestisce le Ferrovie Kintetsu. I due segmenti non hanno un sistema tariffario integrato. Si percorrono con un unico biglietto il cui prezzo è la sommatoria dei 2 prezzi con uno sconto limitato. Il tratto terminale ad ovest della linea Chūō è di proprietà della consociata municipale Osaka port Transit System. Anche questo segmento viene gestito dall'Ufficio municipale dei trasporti ed i prezzi dei biglietti sono integrati con il resto della rete comunale
- Linea Sennichimae
- Linea Sakaisuji, prosegue a nord sui binari della linea Senri di proprietà della società privata che gestisce le Ferrovie Hankyū. I due segmenti non hanno un sistema tariffario integrato. Si percorrono con un unico biglietto il cui prezzo è la sommatoria dei 2 prezzi con uno sconto limitato.
- Linea Nagahori Tsurumi-ryokuchi
- Linea Imazatosuji

La gestione della metropolitana nel 2018 è passata alla nuova società privata Osaka Metro.

#### People mover
La People mover di Osaka è in servizio dal 1981. Una parte della linea è di proprietà dell'Ufficio municipale dei trasporti, mentre l'altra è della consociata municipale Osaka port Transit System. Viene interamente gestita dall'Ufficio municipale dei trasporti ed i prezzi dei biglietti sono integrati con il resto della rete comunale. I convogli si muovono su gomma e sono a guida automatica.
- Linea Nankō Port Town, detta anche del New Tram, congiunge le stazioni di Suminoekōen della linea Yotsubashi e di Cosmosquare della Linea Chūō. In entrambe le stazioni terminali si deve cambiare convoglio per accedere alle altre linee.

#### Autobus comunali
I primi autobus comunali di Osaka entrarono in servizio nel 1927. La maggior parte delle fermate sono dotate di pensilina per l'attesa e di un evoluto sistema elettronico con uno schermo che segnala la posizione e la tempistica dell'autobus che deve arrivare. L'accesso agli autobus avviene dalla porta posteriore e l'uscita da quella anteriore.
- - 103 linee di autobus regolari, aventi dimensioni simili a quelle dei normali autobus cittadini
  - 29 linee di autobus rossi, di cui 26 verranno eliminate nel marzo del 2013.[2] Gli autobus rossi sono molto più piccoli, i biglietti costano la metà di quelli degli autobus normali e le fermate sono contraddistinte da un segnale con un piccolo autobus rosso stilizzato.[1]

### Passate
- Rete tranviaria (dal 1903 al 1969)
- Rete filoviaria (dal 1953 al 1970)

## Biglietti
I biglietti per tutti i servizi gestiti dall'Ufficio municipale dei trasporti costano la metà per i minori con età compresa tra 1 ed 11 anni. I minori con meno di un anno viaggiano gratuitamente. I pagamenti possono avvenire per contanti o con speciali smart card giapponesi. Le biglietterie automatiche vendono anche diversi tipi di abbonamenti.

### Metropolitana
Per i biglietti della metropolitana e del people mover vige un sistema tariffario integrato con prezzi che variano tra i 200 ed i 360 yen per gli adulti, a seconda della distanza percorsa. Si acquistano all'interno delle stazioni nelle biglietterie automatiche e l'accesso avviene attraverso i tornelli, che fungono anche da obliteratrice. A fianco dei tornelli si trova il personale di servizio con funzioni di sorveglianza e di assistenza. Quando si entra, il biglietto va inserito nell'apposita fessura del tornello e si riprende dopo che è stato obliterato. All'uscita lo si inserisce nella fessura del tornello e non viene restituito. Se si scende a una fermata dopo aver percorso un tratto il cui prezzo è superiore a quello del biglietto acquistato, prima dei tornelli di uscita vi sono macchine automatiche per integrare il prezzo del biglietto. Il pagamento con smart card avviene appoggiandola negli appositi terminali presenti nei tornelli sia in entrata che in uscita.

### Autobus
Gli autobus di Osaka hanno i prezzi fissi ed il costo è lo stesso per ogni distanza percorsa. A tutto il dicembre del 2012, i prezzi per gli adulti erano di 200 yen per gli autobus regolari e 100 yen per quelli rossi. Il pagamento avviene al momento di uscire vicino al conduttore, che svolge anche il ruolo di controllore. Si deve inserire la quantità esatta di monete in un'apposita fessura o appoggiare la smart card sul terminale. Nel caso in cui non si abbiano contanti, a fianco della fessura si trova una macchina che cambia sia le monete che le banconote. Gli eventuali abbonamenti si acquistano alle biglietterie delle stazioni della metropolitana, sparse ovunque in città.

## Abbonamenti
Gli abbonamenti si possono acquistare nelle stazioni della metropolitana, del New Tram e in altri negozi autorizzati.
- L'abbonamento giornaliero Enjoy Eco Card (エンジョイエコカード?, enjoi eco cādo) costa 800 yen per gli adulti (600 al sabato e nei giorni festivi) e 300 yen per i bambini. Vale per tutti i mezzi comunali

I seguenti abbonamenti sono tariffari e non a tempo. Quando resta un importo inferiore al prezzo minimo del biglietto si possono inserire nelle biglietterie automatiche insieme all'importo mancante per acquistare il biglietto.
- L'abbonamento per corse multiple costa 3.000 yen per gli adulti e 1.500 per i bambini e dà diritto a usufruire di corse per un totale di 3.300 e 1.650 yen rispettivamente.
- L'abbonamento Rainbow Card (con tagli di 500, 1.000, 2.000 e 3.000 yen per gli adulti, e di 500 e 1.000 yen per i bambini)

Sono anche accettati i pagamenti con le smart card giapponesi della Surutto KANSAI, della PiTaPa e della ICOCA. I terminali che leggono le card si trovano sui tornelli di entrata e uscita.